# Skofjärden
Skofjärden är en fjärd av Mälaren som förbinder Uppsala och Ekoln i norr med Sigtunafjärden, egentliga Mälaren och Stockholm i söder. Väster om fjärden ligger Skohalvön med bland annat Skoklosters slott. 